# Lubenik vára
Lubenik vára (horvátul: Grad Lubenik) egy középkori várhely Horvátországban, a Horvát Zagorje területén, a Krapina-Zagorje megyei Zaprešićhez tartozó Poljanica Bistranska határában. 

## Fekvése
Lubenik nemzetségi vára a Korpona vízgyűjtőterület déli részének legnyugatibb védelmi építménye volt, amelynek szerény maradványai Poljanica Bistranska felett, a mai Szent Miklós plébániatemplom mellett helyezkednek el. A vár teljes területével egy meredek oldalú hegynyúlvány három oldalát foglalta el, és csak a déli oldalon támaszkodott a Medvednica-hegységre. 

## Története
Az összes eddigi megfigyelés alapján Lubenik nemzetségi vára gyűrűs erődítményként határozható meg. Mivel ez a fajta erődítmény a Zagorje területén a 13. század második felére, illetve a 14. század elejére jellemző, valószínűleg nem tévedünk, ha feltételezzük, hogy ez az erődítmény is ebben az időszakban épült. Lubeniket II. András király 1209-ben kelt oklevelében  helynévként említik először az Aka nembeli Petus birtokaként és pataknévként. Ebben az időben ez a birtok a poljanicai birtok határain belül helyezkedett el. Második említése a zágrábi egyházmegye plébániainak statútumában 1334-ben történt. Az Aka nembeli II. Vratislav a 13. században a lubeniki birtok közvetlen közelében lévő poljanicai birtokon Szent Miklós tiszteletére szentelt templomot épített. Bár a Lubenik nevet sehol sem hozzák összefüggésbe nemesi várral, a vár létezését más zagorjei plébániák analógiájára feltételezik.
A mai plébániatemplom mellett egy erődítmény maradványai találhatók, így nincs ok arra, hogy ne azonosítsuk ezeket a romokat Lubenik várának maradványaként. A várat az Aka nemzetség tagjai építették a 13. század második felében, vagy a 14. század elején. Abban az időben, amikor először említették, a nemzetség Arlandi ágához tartozott. Bár lehetetlen felderíteni a vár pusztulásának okait, nagyon valószínű, hogy ez 1342 előtt történt, mert az Arlandi örökösei között a birtokmegosztási szerződés nem említi. Ha a vár meglett volna a szerződés megkötésekor, akkor kétségtelenül megemlítették volna. Ennek fényében feltételezhetjük, hogy Lubenik elhagyását természeti katasztrófa (például tűz vagy földrengés) okozhatta, melynek pusztítását mivel egy ilyen erőfeszítés jelentős anyagi erőforrásokat igényelt a tulajdonos képtelen volt helyreállítani. Azt a tényt, hogy a nemzetségi várak elhagyása a késő középkorban a Zagorje területén gyakori jelenség volt, bizonyítja néhány más nemzetségi vár sorsa. Bár Lubeniket valószínűleg az 1340-es években elhagyták, romjain 1631-ben helyreállt az élet, amikor kőanyagát egy új plébániatemplom, valamint a kísérő lakó- és kereskedelmi épületek építésére használták fel.

## A vár mai állapota
Az egykori várból mára egy 44-szer 40 méteres földsánc és az egykori várudvart körülvevő védőfal egy 20 méteres hosszúságú és mintegy 2 méter magas szakasza maradt fenn a fennsík keleti peremének és a védőároknak a találkozásánál. Bár a fal már rég elvesztette eredeti vastagságát azáltal, hogy külső része fokozatosan összeomlott és a belső részt is eltemette (csak a fal törmelékkel és vakolattal teli középső része látszik), az alapozás maradványai és a leginkább megőrzött részei alapján falrészeket megállapíthatjuk, hogy szélessége meghaladta az 1, 40 métert. A megmaradt védőfalak csekély volta abban rejlik, hogy a 17. század harmincas éveiben kőanyagát báró Moskon Iván olcsó építőanyagként a Szent Miklós plébániatemplom építéséhez használta fel. A templomot az egykori várudvar és a hozzá tartozó lakó- és kereskedelmi épületek kellős közepén, és a vár egykori sáncainak helyén emelték. Anyaga leginkább a közeli lelkészlak falában látható. Ennek alapján tudjuk, hogy a védőfal legalább egy része különböző méretű tört kövekből épült fel.
Lubenik várát várárok és sánc vette körül. Ezek a közelmúltig szinte eredeti formájukban megőrződtek, de jelentős károkat okozott bennük a közelmúltban megépített makadámút. Eredeti formájukban csak a magaslat északkeleti oldalán maradtak meg. Ma a maradványaihoz Poljanica Bistranska felől egy keskeny ösvény vezet, amely több szerpentinben kúszik fel a Lubeničko-domb északi lejtőjén, félkörben körbejárva a magaslatot annak nyugati és délnyugati oldalán. A magaslat legdélebbi pontján a sáncon át út vezetett várudvarra. Bár már nincsenek olyan nyomok, amelyek megerősítenék a városkapu és a bejárati út pontos helyzetét, a terepalakzatok és a várkapuk más ilyen építményeken elfoglalt helyzetével való összehasonlítás alapján feltételezhetjük, hogy a mai út követi az eredeti út nyomvonalát, mely a vár főkapujához vezetett. A kapu ilyen elhelyezkedése lehetővé tette a védők számára, hogy hatékonyan védjék a bejáratot anélkül, hogy ez túl nagy kockázatot jelentene a védelem biztonsága szempontjából.